# Kodeks z Gortyny

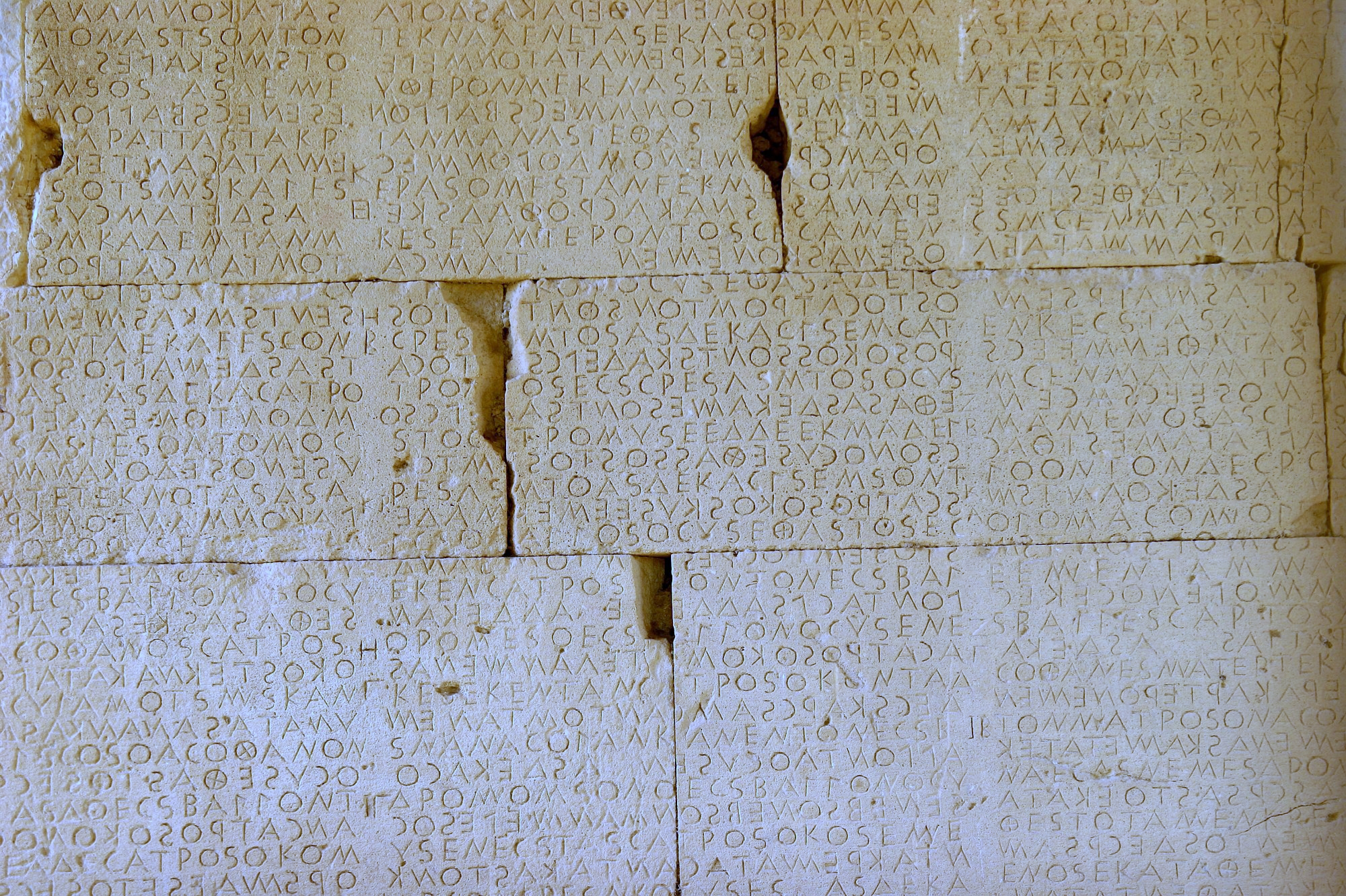
Kodeks z Gortyny

Kodeks z Gortyny – zapis prawa karnego i cywilnego miasta Gortyna na Krecie, wykuty prawdopodobnie pod koniec VI wieku p.n.e. na kamiennych ścianach buleuteriona. Kodeks ten zawierał 12 kolumn, a każda kolumna zawierała po 52 linie. Zapis jest wykonany w formie bustrofedona, tzn. w kolejnych wierszach tekstu na przemian od prawej do lewej, i od lewej do prawej strony przypominający sposób uprawy ziemi przez wieśniaków za pomocą wołów – "tak, jak wół orze". Aktualnie eksponowany w odeonie na terenie starożytnej Gortyny.
Kodeks dostarcza informacji o położeniu prawnym ówczesnych niewolników osadzonych na roli (nazywanych wymiennie duloi lub woikees, "związanych z gospodarstwem"). Niewolnik mógł występować w sądzie i otrzymać odszkodowanie od człowieka wolnego, gdy sąd uznał, że został on skrzywdzony. Mógł się także ożenić z kobietą wolną, a jeśli małżonkowie mieszkali w domu żony, ich dzieci były wolne. Podobne stosunki istniały zapewne w większości polis w czasach archaicznych.
Pozycja kobiet w Kodeksie jest lepsza niż we współczesnym mu świecie greckim; widać także przepisy wskazujące na istnienie pozostałości rodziny matrylinearnej (liczenie potomstwa i dziedziczenie w linii żeńskiej).